# مناقشات حوض السمك

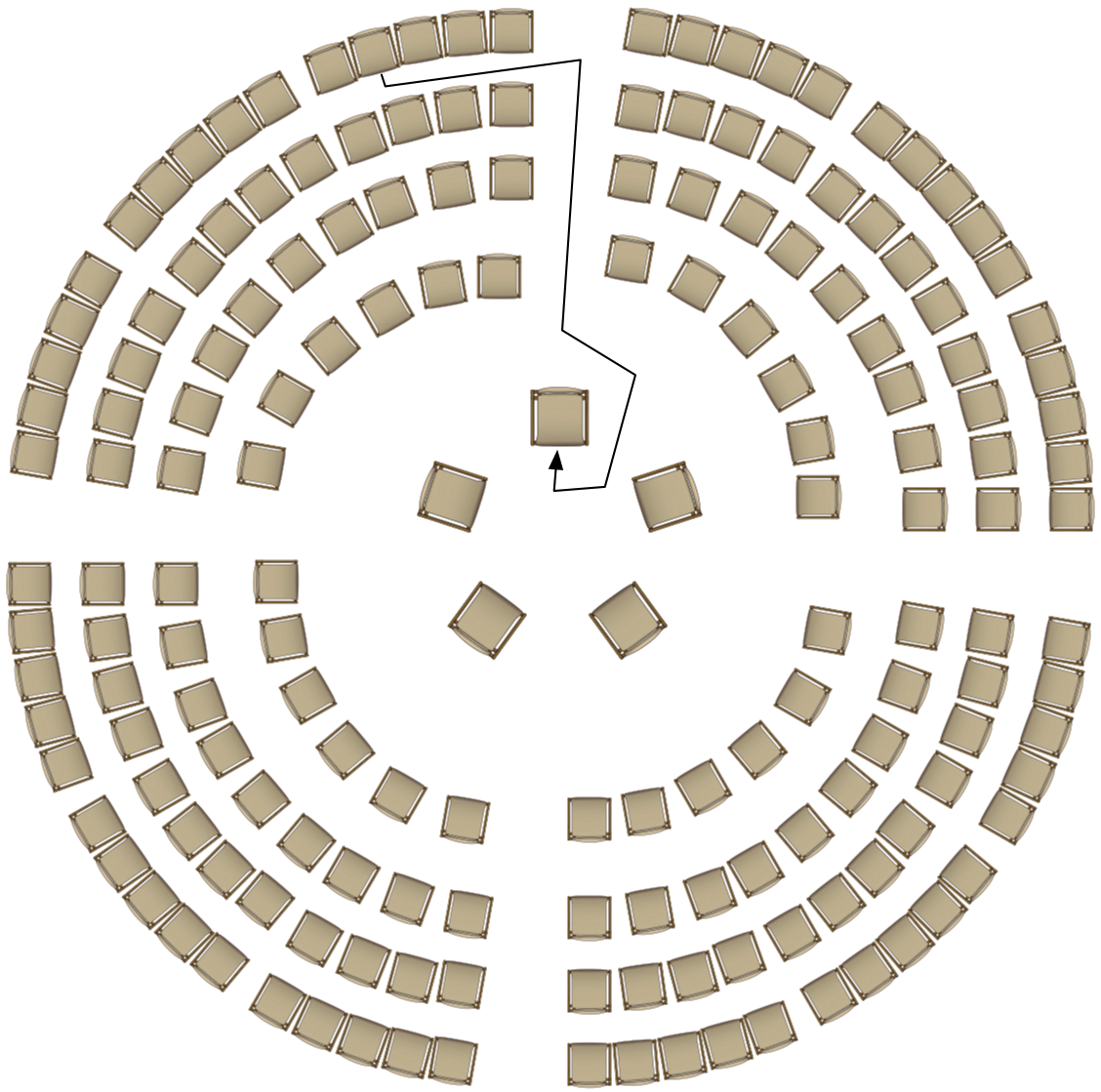
ترتيب الكراسي في دورة مناقشات حوض السمك. أربع حلقات متحدة المركز من الكراسي تحيط مجموعة صغيرة من خمسة كراسي. السهم يشير المدى التي يمكن أي عضو من الجمهور ليدخل الجزء الأوسط.

مناقشات حوض السمك، أو محادثات حوض السمك، هو شكل من أشكال الحوار التي يمكن استخدامها عند مناقشة مواضيع ضمن مجموعات كبيرة. وعادة ما تستخدم في المحادثات التشاركية مثل تكنولوجيا الفضاء المفتوح واللامؤتمرات. ميزة محادثة حوض السمك هو أنه يتيح مشاركة المجموعة بأكملها في المحادثة.

## الطريقة
هناط طريقتين في تطبيق مناقشات حوض السمك: الطريقة المفتوحة، والطريقة المغلقة. في كلتي الطريقتين، يتم توزيع مقاعد المشاركين بشكل دائري مع وضع أربع أو خمس مقاعد في وسط الدائرة والتي تسمى «حوض السمك». يتم تحديد شخص ليكون منسق المناقشات وللتأكد من المسار الصحيح للطريقة. المشاركون الجالسون في حوض السمك يحق لهم بالتحادث والمناقشة مع بعضهم، بينما الجالسون في المقاعد الدائرية يكونوا يستمعون إلى حين دورهم في الانتقال إلى حوض السمك.
هناك طريقتين التي تحددان انتقال مشارك من المقاعد الدائرية إلى حوض السمك.

### الطريقة المفتوحة
في الطريقم المفتوحة، يترك إحدى المقاعد في الوسط فارغة في كل الأوقات. عندما يريد أح المستمعين الجالسين في المقاعد الدائرية، ينتقل من مقعده ليجلس في المقعد الفارغ في الوسط. عندها يجب أن يترك أحد المناقشين مقعده ليجلس في أحد المقاعد الدائرية بشكل اختياري. وعند انتهاء مدة المناقشات، يقوم المنسق بتخليص نتائج المناقشات.

### الطريقة المغلقة
في هذه الطريق، يتم تحديد فترة كل نقاش. يملأ كل مقاعد الوسط بالمشاركون الذي يقوموا بمناقشة الموضوع إلى حين انتهاء فترة يكون قد حددها المنسق. عند انتهاء الفترة، يترك المشاركون في الوسط مقاعدهم ليجلس مكانهم مجموعة مناقشين جدد. ويتم متابعة هذا الأسلوب إلى حين مشاركة الجميع. وعندها يقوم المنسق بتليص نتائج المناقشات